# John Michael Talbot
John Michael Talbot (8 de maig de 1954, Oklahoma City, Oklahoma, EUA) és un monjo catòlic, cantant, compositor i guitarrista nord-americà. És considerat un dels cantants més popular de l'Església Catòlica, i és també el fundador de l'orde The Brothers and Sisters of Charity (Els Germans i Germanes de la Caritat) a Eureka Springs, Arkansas, EUA.

## Discografia
1. Reborn (1972)
2. John Michael Talbot (1976)
3. The New Earth (1977)
4. The Lord's Supper (1979)
5. Beginnings / The Early Years (1980)
6. Come to the Quiet (1980)
7. The Painter (1980)
8. For the Bride (1981)
9. Troubadour of the Great King (1981)
10. Light Eternal (1982)
11. Songs For Worship Vol. 1 (1982)
12. No Longer Strangers (1983)
13. The God of Life (1984)
14. Songs For Worship Vol. 2 (1985)
15. The Quiet (1985)
16. Be Exalted (1986)
17. Empty Canvas (1986)
18. The Heart of the Shepherd (1987)
19. Quiet Reflections (1987)
20. The Regathering (1988)
21. Master Collection (1988)
22. The Lover and the Beloved (1989)
23. Come Worship the Lord Vol. 1 (1990)
24. Come Worship the Lord Vol. 2 (1990)
25. Hiding Place (1990)
26. The Birth of Jesus (1990)
27. The Master Musician (1992)
28. Meditations in the Spirit (1993)
29. Meditations from Solitude (1994)
30. Chant from the Hermitage (1995)
31. The John Michael Talbot Collection (1995)
32. The Talbot Brothers Collection (1995)
33. Brother to Brother (1996)
34. Our Blessing Cup (1996)
35. Troubadour for the Lord (1996)
36. Table of Plenty (1997)
37. Hidden Pathways (1998)
38. Pathways of the Shepherd (1998)
39. Pathways to Solitude (1998)
40. Pathways to Wisdom (1998)
41. Quiet Pathways (1998)
42. Spirit Pathways (1998)
43. Cave of the Heart (1999)
44. Simple Heart (2000)
45. Wisdom (2001)
46. Signatures (2003)
47. City of God (2005)
48. Monk Rock (2005)
49. The Beautiful City (2006)
50. Living Water 50th (2007)
51. Troubadour Years (2008)